# Kenta Furube
Kenta Furube (japanisch 古部 健太 Furube Kenta; * 30. November 1985 in Takarazuka) ist ein japanischer Fußballspieler.

## Karriere
Furube erlernte das Fußballspielen in der Schulmannschaft der Takarazuka High School und der Universitätsmannschaft der Ritsumeikan-Universität. Seinen ersten Vertrag unterschrieb er 2008 bei den Yokohama F. Marinos. Der Verein spielte in der höchsten Liga des Landes, der J1 League. Im April 2009 wechselte er zu Zweigen Kanazawa. Am Ende der Saison 2009 stieg der Verein in die Japan Football League auf. 2012 wechselte er zum Ligakonkurrenten V-Varen Nagasaki. 2012 wurde er mit dem Verein Meister der Japan Football League und stieg in die J2 League auf. 2016 wechselte er zum Erstligisten Avispa Fukuoka. 2017 kehrte er zu V-Varen Nagasaki zurück. 2018 wechselte er zum Ligakonkurrenten Montedio Yamagata. 2020 wechselte er zu J.FC Miyazaki.